# Arthrodira
De Arthrodira zijn een orde van uitgestorven vissen uit het Devoon, die behoren tot de placodermen. Net als andere groepen placodermen floreerden ze in het Midden- en Laat-Devoon en bezetten ze gedurende die tijdspanne van ongeveer 50 miljoen jaar een groot aantal verschillende niches. De meeste soorten waren predatoren, maar er zijn ook herbivore en planktonivore soorten bekend.
Sommige fossielen van placodermen uit het Boven-Siluur zijn bij de Arthrodira ingedeeld, maar dit is omstreden. De meeste soorten kwamen uit het Midden- en Boven-Devoon. Ze stierven uit tijdens de Laat-Devonische extinctie gedurende het Famennien.

## Kenmerken

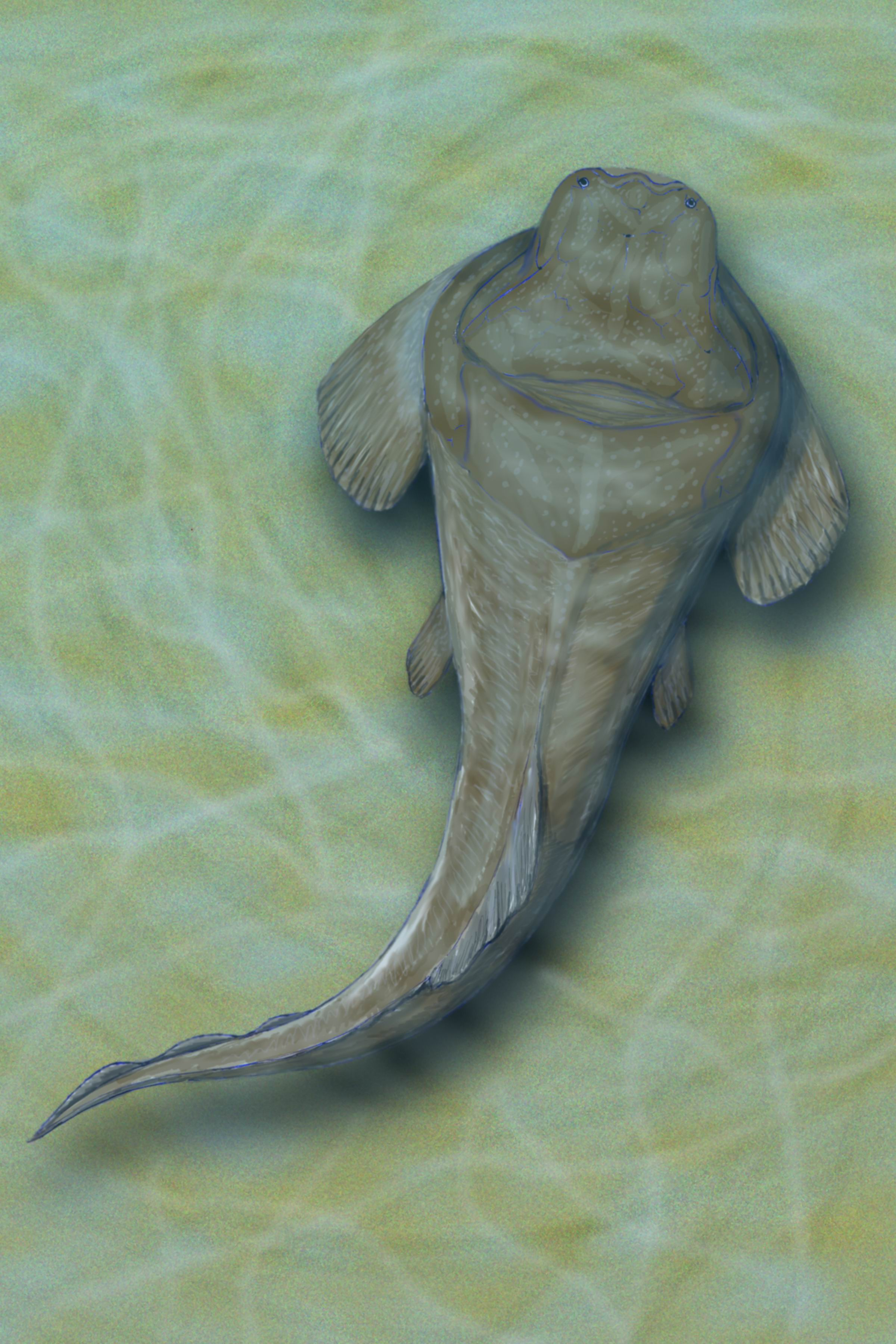
Reconstructie van Heterostius ingens, een Arthrodirum uit het Midden-Devoon, gevonden in Estland.

Arthrodira hadden een benen pantserplaat om de kop en een andere plaat die de ribbenkast omspande. Deze twee platen zaten niet aan elkaar, zodat de kop kon bewegen. Net als andere placodermen hadden ze geen tanden, maar dienden de scherpe uiteinden van de pantserplaat bij de kaak dezelfde functie. De ogen werden beschermd door een benen ring, een adaptatie die later ook bij vogels en zeereptielen ontstond. Vroege Arthrodira, zoals Arctolepis, waren platte dieren die waarschijnlijk op de bodem leefden. Sommige latere soorten pasten zich aan aan de hogere delen van de waterkolom. Het grootste geslacht was Dunkleosteus, die tot 8 meter lang kon worden. Homostius, Heterostius en Titanichthys werden ook langer dan 5 meter. De meeste soorten werden echter nog geen meter lang. De in de Australische Gogo-formatie gevonden Rolfosteus uit de Camuropiscidae is de kleinst bekende soort en werd slechts 15 cm lang.
Hoewel het bouwplan van de Arthrodira onveranderlijk bleef, nam hun diversiteit gedurende het Devoon toe. Ze waren een van de meest succesvolle ordes van dieren van deze periode. Terwijl sommige soorten (zoals Dunkleosteus) top-predators waren, waren andere detritivoren die op de zeebodem leefden. Integendeel tot wat het zware pantser doet vermoeden waren sommige soorten snelle zwemmers. De hypothese dat ze uitstierven omdat ze de concurrentie met de modernere kraakbeenvissen, die opkwamen tijdens het late Devoon, niet aankonden, is daarom tegenwoordig achterhaald.
Van sommige soorten, zoals Incisoscutum ritchiei is bekend dat de bevruchting inwendig verliep via een klasper. Mogelijk waren ze levendbarend (viviparie, vergelijkbaar met sommige soorten haaien tegenwoordig).

## Fylogenie
De orde Arthrodira behoort tot de klasse Placodermi, de grote groep uitgestorven prehistorische pantservissen waarvan wordt aangenomen dat ze meer dan 400 miljoen jaar geleden zijn gescheiden van alle haaien en beenvissen (en dus ook van alle latere tetrapoden, waaronder zoogdieren, vogels, reptielen en amfibieën). Recente fylogenetische onderzoeken hebben echter aangetoond dat Placodermi parafyletisch zijn, en eerder een evolutionaire rang vormen naar Eugnathostomata, de groepering die haaien, beenvissen en alle tetrapoden omvat.
Arthrodira werd traditioneel verdeeld in de parafyletische Actinolepida, de Phlyctaenii (nu ook parafyletisch), en de Brachythoraci. Fylogenetische onderzoeken hebben sindsdien aangetoond dat twee van deze groepen parafyletisch zijn.

## Classificatie
Orde Arthrodira Woodward, 1891
- Phlyctaenioidei Miles, 1973
  - Brachythoraci Gross, 1932 (includes the well-known Dunkleosteus, Dinichthys, etc.)
  - Williamsaspididae White, 1952
  - Groenlandaspididae Obruchev, 1964
  - Arctolepididae Heintz, 1937
  - Phlyctaeniidae Fowler, 1947
- Actinolepidae Gross, 1940
- Phyllolepida Stensiö 1934
- Wuttagoonaspidae Ritchie 1973
- Geslachten incertae sedis
  - Aethaspis Denison, 1958 (kunnen behoren tot de Actinolepidae)
  - Aleosteus Johnson et al., 2000 (kunnen behoren tot de Actinolepidae)
  - Anarthraspis Bryant, 1934 (kunnen behoren tot de Actinolepidae)
  - Antarctaspis White, 1968 (voorheen binnen Antarctaspididae)
  - Antarctolepis White, 1968
  - Aspidichthys Newberry, 1873
  - Baringaspis Miles, 1973 (kunnen behoren tot de Actinolepidae)
  - Bryantolepis Denison, 1958 (kunnen behoren tot de Actinolepidae)
  - Callognathus Newberry, 1890
  - Copanognathus Hussakof & Bryant, 1920
  - Carolowilhelmina Mark-Kurik & Carls, 2002
  - Diplognathus Newberry, 1878
  - Erikaspis Dupret, Goujet, & Mark-Kurik, 2007
  - Eskimaspis Dineley & Yuhai, 1984
  - Glyptaspis Newberry, 1890
  - Grazosteus Gross, 1958
  - Heightingtonaspis White, 1969 (kunnen behoren tot de Actinolepidae)
  - Hollardosteus Lehman, 1956
  - Kujdanowiaspis Stensiö, 1942 (kunnen behoren tot de Actinolepidae)
  - Lataspis Strand, 1932 (kunnen behoren tot de Actinolepidae)
  - Laurentaspis Pageau, 1969
  - Lehmanosteus Goujet, 1984 (kunnen behoren tot de Actinolepidae)
  - Machaerognathus Hussakof & Bryant, 1919
  - Maideria Lelièvre, 1995
  - Mediaspis Heintz, 1929 (kunnen behoren tot de Actinolepidae)
  - Murmur Whitley, 1951
  - Overtonaspis White, 1961
  - Phylactaenium Heintz, 1934
  - Pinguosteus Long, 1990 (kunnen behoren tot de Brachythoraci)
  - Prescottaspis White, 1961
  - Proaethaspis Denison, 1978 (kunnen behoren tot de Actinolepidae)
  - Qataraspis White, 1969
  - Sigaspis Goujet, 1973 (kunnen behoren tot de Actinolepidae)
  - Simblaspis Denison, 1958 (kunnen behoren tot de Actinolepidae)
  - Taunaspis Schmidt, 1933
  - Timanosteus Obrucheva, 1962
  - Trachosteus Newberry, 18903 (kunnen behoren tot de Coccosteidae)
  - Wheathillaspis White, 1961
  - Yujiangolepis Wang & Dupret, 2009 (voorheen binnen Antarctaspididae)